# Línea 13 (Santa Fe)
Línea 13 es una línea de transporte urbano de pasajeros de la ciudad de Santa Fe, Argentina. El servicio está actualmente operado por la empresa Recreo S.R.L..

## Recorridos

### 13
Recorrido: Demetrio Gómez - Puente Héroes de Malvinas - J.R. Rodríguez - Ciudad Universitaria - J.R. Rodríguez - Puente Oroño - Bv. Gálvez - Avellaneda - Maipú - Güemes - Ituzaingo - Rep. de Siria - Stgo del Estero - San Jerónimo - Salta - J. Díaz de Solís - Mendoza - Av. Freyre - Obispo Gelabert - Balcarce - Lavalle - Bv. Gálvez - Puente Oroño - J.R. Rodríguez - Ciudad Universitaria - J.R. Rodríguez - Puente Héroes de Malvinas - Escuela 533 (Alto Verde).

### Combinaciones
Con la Línea 8, al sur en Plaza del Soldado y con la Línea 4, al sur en Obispo y San Jerónimo.

### Ampliación
Con la extensión del recorrido, la Línea 13 llega a cuatro hospitales: Iturraspe, Italiano, de Niños y Cullen.